# Byskeälven
Byskeälven ist ein etwa 215 Kilometer langer schwedischer Fluss, der im Gebiet der Seen nahe Arvidsjaur entspringt.
Quellfluss des Byskeälven ist der Järferälven.
Bei Arvidsjaur durchfließt er den See Arvidsjaursjön.
Der Byskeälven und seine Nebenflüsse unterliegen, bezüglich der Wassermenge, starken jahreszeitlichen Schwankungen.
Auf seinem Weg durchfließt der Fluss die Provinzen Norrbottens län und Västerbottens län.
Der Fluss ist bekannt für seinen Lachsreichtum. In der Nähe der Stromschnellen des Ortes Fällfors, die ca. 30 Kilometer vor der Mündung des Flusses in den Bottnischen Meerbusen liegen, wurde ein Zentrum für Lachsangeln eingerichtet.
Unter anderem gibt es hier eine Glaswand, die einen seitlichen Einblick in den Fluss ermöglicht.